# Katarzyna Zielonko-Jung
Katarzyna Zielonko-Jung (1970, Chełm) es una arquitecta polaca, miembro de la Facultad de Arquitectura de la Universidad Tecnológica de Varsovia.
Es autora y coautora de proyectos de arquitectura y construcción, y de diseño de interiores, entre otros casas unifamiliares (Gdansk, Varsovia), sucursales bancarias, Citibank (Varsovia, Cracovia), PKO BP (Varsovia), Raiffeisen Bank (Varsovia), restaurantes McDonald estándar de interiores; de centros comerciales (Varsovia, Torun), objetos del Hospital (Varsovia, Zabrze). 
En 1995, se graduó por la Facultad de Arquitectura de la Universidad Técnica de Gdansk, con estudios de doctorado por la Facultad de Arquitectura de la Universidad Tecnológica de Varsovia, de 1997 a 2002 (tesis de Ph.D. 2003).
Desde 2004, es profesora en la Facultad de Arquitectura de la Universidad Tecnológica de Varsovia.

## Algunas publicaciones
- katarzyna Zielonko-Jung. 2013. Kształtowanie przestrzenne architektury ekologicznej w strukturze miasta (La conformación de la estructura espacial de la arquitectura ecológica en la ciudad), v. 9 de Prace naukowe / Seria architektura. ISSN 1896-1630 publicó Oficyna Wydawnicza Politechniki Warszawskiej, 142 p.

## Honores

### Membresías
- Asociación de Arquitectos de Polonia,
- Cámara de Arquitectos de Polonia
- Sociedad Polaca de Energía Solar.

### Galardones
- 2004: Premio del Ministro de Infraestructura por su tesis doctoral de frentes de doble cristal en la arquitectura contemporánea.
- 2005: a jóvenes científicos de la Fundación de Becas para la Ciencia Polaca.